# Хлебная база № 86
Хлебная база № 86 (укр. Хлібна база № 86) — предприятие пищевой промышленности в селе Христиновка Христиновского района Черкасской области.

## История
База хранения материальных резервов «Почтовый ящик № 10», находившееся в подчинении Киевского территориального управления государственных продовольственных резервов СССР было создано перед началом Великой Отечественной войны.
В 1960 году в соответствии с приказом министерства хлебопродуктов УССР «Почтовый ящик № 10» получил новое название - «хлебная база № 86». В это время в состав предприятия входили три склада.
В ходе расширения предприятия в 1963 - 1964 гг. здесь были введены в эксплуатацию кукурузокалибровочный цех мощностью 2,5 тыс. тонн за сезон, камерная зерносушилка СКП-6, молотильно-очистная башня и 5 зерноскладов.
В декабре 1966 года хлебную базу № 86 объединили с Христиновской реализационной базой (которая получила новое название - площадка № 2).
В 1970–1976 годы в составе предприятия был создан комбикормовый завод, но на следующий год он был выделен в самостоятельное предприятие - Христиновский комбикормовый завод.
После провозглашения независимости Украины предприятие перешло в ведение министерства сельского хозяйства и продовольствия Украины.
В марте 1995 года Верховная Рада Украины внесла хлебную базу № 86 в перечень предприятий, приватизация которых запрещена в связи с их общегосударственным значением.
После создания в августе 1996 года государственной акционерной компании «Хлеб Украины» база стала дочерним предприятием ГАК «Хлеб Украины».
После создания 11 августа 2010 года Государственной продовольственно-зерновой корпорации Украины база была включена в состав предприятий ГПЗКУ.

## Современное состояние
Основными функциями предприятия являются приёмка, хранение и отгрузка на автомобильный и железнодорожный транспорт зерновых культур (пшеницы, кукурузы, ячменя), а также семян масличных культур (рапса и подсолнечника).
Общая рабочая ёмкость базы составляет 53,2 тыс. тонн.